# Llanbedr Airfield

i7
i11
i13
Das Llanbedr Airfield (walisisch Maes Awyr Llanbedr, ICAO-Code: EGFD) ist ein Flugplatz im Nordwesten von Wales in der Grafschaft Gwynedd am Rande des Snowdonia-Nationalparks westlich des Ortes Llanbedr und zirka acht Kilometer nördlich von Barmouth. Der Flugplatz dient heute der Allgemeinen Luftfahrt.

## Geschichte
Der Flugplatz wurde 1941 als Royal Air Force Station Llanbedr, kurz RAF Llanbedr, während des Zweiten Weltkriegs als Militärflugplatz der 12. Gruppe des Fighter Commands der Royal Air Force eröffnet. Die Station diente ab 1942 zunächst Zielschleppflugzeugen und ab 1943 als Schießschule. Später wurde sie dann für den Betrieb von Drohnen genutzt, die als Übungs-Luftziele der Streitkräfte, wie zum Beispiel der Royal Artillery diente.
Im Jahr 1957 wurde aus der RAF-Station das Royal Aircraft Establishment Llanbedr, kurz RAE Llanbedr, und wurde in Folge zivil betrieben, obwohl die Liegenschaft nach wie vor dem Verteidigungsministerium unterstand. Betreiber waren die Firmen Short Brothers (bis 1979) und Airwork Services (bis 1991). Daneben diente Llanbedr in den ersten Jahren nach der Umnutzung den V-Bombern der RAF als Ausweichplatz und später dem Waffentraining.
Die Firma FR Serco übernahm 1991 den Betrieb unter geänderten Vorzeichen und im folgenden Jahr wurde aus dem RAE Llanbedr das Test & Evaluation Establishment Llanbedr, kurz T&EE Llanbedr.
Im Jahr 1995 kam es zu einer weiteren Umbenennung zur Defence Test & Evaluation Organisation Llanbedr, kurz DTEO Llanbedr nur um zwei Jahre später abermals eine andere Bezeichnung zu erhalten, Defence Evaluation and Research Agency Llanbedr, kurz DERA Llanbedr.
Im Zuge einer landesweiten Umorganisation trat 2001 an Stelle der Behörde DERA die privatwirtschaftlich organisierte QinetiQ. Drei Jahre später wurde Llanbedr als Militär-Standort geschlossen und die Navigations- und Flugsicherungseinrichtungen wurden entfernt.
Nach einer zwischenzeitlichen teilweisen landwirtschaftlichen Nutzung und Diskussionen bzgl. einer Wiederaufnahme des Flugbetriebs, dagegen wandten sich zum Beispiel die "Freunde des Pembrokeshire-Coast-Nationalparks", wurde der Flugplatz im Mai 2014 für die Allgemeine Luftfahrt wiedereröffnet.